# Diomys crumpi
Diomys crumpi is een knaagdier uit de muizen en ratten van de Oude Wereld (Murinae) dat voorkomt in Zuidwest-Nepal, Noordoost-India en Noord-Myanmar. Het is de enige soort van het geslacht Diomys. In vroege publicaties werd dit dier verwant geacht aan geslachten als Chiromyscus en Dacnomys, maar later werd een verwantschap met Indiase geslachten als Millardia, Cremnomys en Madromys waarschijnlijker geacht.
De rugvacht is zwart (iets lichter op de bovenkant van de rug), de onderkant lichtgrijs. De voeten zijn wit. De staart is van boven zwart en van onder wit. Hoewel de vacht op de romp dik en zacht is, is de staart nauwelijks behaard. Diomys komt overeen met Millardia en verwanten door onder andere zijn korte en smalle rostrum, de ruggen op het neurocranium, zijn zeer hypsodonte (hooggekroonde) kiezen en zijn lange en smalle foramina incisiva. De snijtanden zijn opvallend naar voren gericht.